# Rittersitz Aquak
Der Rittersitz Aquak war einer der ältesten Rittersitze in Bockum-Hövel, heute Stadtbezirk der Stadt Hamm. Er wird bereits um 950 urkundlich erwähnt. Seine genaue Lage ist unbekannt. In älterer Zeit scheint "Akwik oder Aquak" auch der Name für den nördlichen Teil der Bauerschaft Hölter gewesen zu sein.

## Lage
Rittersitz Aquak ist einer der ältesten Rittersitze im Bereich um Bockum-Hövel. Er wurde bereits im ersten Heberegister des Reichsklosters Werden um 950 genannt. Um das Jahr 1000 war der Rittersitz als eine selbständige Bauerschaft unter dem Namen ’’Asicwyk’’ oder ’’Acwyk’’ (auch Akwik) bekannt und ist somit die älteste Orts- und Bauerschaftsbezeichnung der Region. Der Name soll auf eine Bauerschaft zurückgehen, die Athalheringwik (Athalarichwik) genannt wurde.
Man vermutet, dass es in dieser Bauerschaft Acwyk drei Ackergüter gab, und zwar den Rittersitz Acwyk, den Schulzensitz Acwyk, auch Schult den Ak genannt, und der Frye to Acwyk, das Freibankgut. Der Rittersitz soll dort gestanden haben, wo heute der Pachthof Wältermann steht (Stand: 1980).
Trotz umfangreicher Grabungen konnte bis heute noch nicht festgestellt werden, wo dieser Rittersitz genau gelegen hat. Der Pfarrer Ignatz Ostenfeld, 1807 bis 1834 in Hövel ansässig, führt dazu aus: Das Haus Aquak lag lange in Schutt; der Hausplatz und die Gräben waren mit Gestrüpp bewachsen, bis ein Sohn des Schulzen Aquack es um 1820 von dem Grafen von Merveldt in Erbpacht nahm und ein Haus darauf baute. Nach Schwieters soll es sich hierbei um den Hof Harling handeln. Die mündliche Überlieferung vermutet den Burgplatz jedoch an der Stelle des Hofes Wisman.
Der Bauer Schulze Aquak hatte nichts mehr mit dem Schulzenhof gemein, denn seine Familie hat diesen Namen erst ungefähr 1890 angenommen.

## Geschichte
Die obengenannten Höfe Frye to Aquak, Schult den Ak und der Rittersitz gehörten um 1005 zu der Grafschaft Hövel. Durch Erbfall gelangte der Besitz über die Grafen von Berg, Altena, Isenberg-Nienbrügge, Limburg in den Besitz der Grafen von Volmestein. Der vermutete Haupthof (Rittersitz) ist heute noch im Besitz des Grafen von Nordkirchen, die anderen beiden Höfe, die in der Nähe liegen und zu der Bauerschaft gehören, stehen seit 1869 in Privateigentum.
Die Familie von Bestraten, die zwei halb übereinandergelegene Schilde als Wappen führte, soll auf dem Hause gewohnt haben. Ihre Nachfolger waren die Neheim zu Werries.
Aus der früheren Bauerschaft sind folgende Daten bekannt:
Von 1328 bis 1354 soll Theodor Aquak aus der Bauerschaft Aquak als Freigraf der Grafschaft Wilshorst tätig geworden sein.
1346 soll Ritter Gerlach vom Sümmern als Zeuge bei der Bestätigung der Privilegien der Stadt Hamm beim Grafen Engelbert II. von der Mark zugegen gewesen sein. Er bewohnte den Rittersitz. Als Zeugen wirkten bis 1445 in dem Kirchspiel Hövel verschiedene Mitglieder der Familie von Sümmern mit. Die Ritter oder Herren von Sümmern waren ein angesehenes Geschlecht.
Um 1350 wurden die beiden Höfe dat grote Evesche Hus (Eschhaus) und dat lütke Evesche Hus (Lübbert) um 1350 von dem Fürstbischof in Münster an Gerlach von Sümmern belehnt.
Aus dem Rittergeschlecht von Aquack ist der Knappe Heinrich von Aquack namentlich genannt.
Um 1362 gibt es in der Region einen Priester namens Johann von Aquack.
1387 trat Johann to Aquak als Zeuge auf.
1426 trat Dietrich to Aquak als Zeuge auf.
1476 trat Gert to Aquak als Zeuge auf.
1523 trat Frye Johann to Aquak als Zeuge auf.
Als am Karfreitag des Jahres 1545 die Familie des Dirik von Neheim in der Höveler Kirche den Gottesdienst besucht, erstürmten einige unzufriedene Knechte das Haus. Sie steckten das Viehhaus, in dem viele Rinder standen und eine Menge Getreide lagerte, in Brand, nahmen auch das Haupthaus ein und plünderten und zündeten es an. Dabei töteten sie vier Lanzenknechte und warfen die Leichen in die Flammen.
Im Jahre 1548 wurde Gert von Galen zu Ermelinghof vom Fürstbischof von Münster mit beiden Höfen belehnt.
Im 17. Jahrhundert soll hier ein Werwolf mit Namen Peter Kleikamp aus Ahlen sein Unwesen getrieben haben. 1610 wurde er verhaftet. In den Bauerschaften Nordick und Forsthövel des Kirchspiels Herbern habe er „Rinder und Schafe todt gebissen usw.“. 1615 wurde er „zu Ahlen verurtheilt, wegen geständiger Zauberei und dabei verübter Vergiftung und anderer Unthaten mit der gesetzlichen Strafe des Feuers vom Leben zum Tode hingerichtet, und zur Asche verbrannt zu werden“. Durch „die Schmerzen der Folter“ gezwungen, sagte er aus, „von seiner Frau habe er die Zauberei gelernt“. Einige Tage später wurde er in Ahlen verbrannt.
Seit 1853 sind die Höfe im Eigentum der genannten Bauern.

## Erhaltungszustand
Von dem Rittersitz Aquak ist nichts mehr erhalten. Seine genaue Position ist unbekannt.